# Kagalaska
Kagalaska  (in lingua aleutina Qigalaxsix) è un'isola che fa parte del gruppo delle isole Andreanof, nell'arcipelago delle Aleutine; si trova nel mare di Bering e appartiene all'Alaska (USA).
L'isola ha una superficie di 164 km²; è lunga circa 14 km e larga 11 km. È separata, a ovest, dall'isola di Adak dallo stretto di Kagalaska (Aakayuudax in aleutino), che è largo circa 400 m nel punto più stretto. A est, a 1,9 km, si trova l'isola Little Tanaga, al di là dello stretto omonimo.